# 波纹石斑鱼
波纹石斑鱼（学名：Epinephelus undulosus）为輻鰭魚綱鱸形目鱸亞目鮨科石斑鱼属的鱼类，棲息深度24-*0公尺，分布于印度西太平洋區，從阿曼灣至肯亞，東至所羅門群島、巴布亞紐幾內亞海域，棲息在沙泥底質海域，為底棲性魚類，屬肉食性，以魚類、甲殼類等為食，可做為食用魚。该物种的模式产地在Waigeo岛。

## 扩展阅读
維基物種上的相關：波纹石斑鱼